# Björn Höcke
Björn Höcke (Lünen, 1º aprile 1972) è un politico tedesco.
Nella sua carica di presidente del partito Alternative für Deutschland (AfD) nel Land della Turingia, ha guadagnato notorietà per le sue posizioni nazionaliste ed estremiste. Secondo tanti osservatori, Höcke è una delle figure più influenti nel suo partito.

## Vita e carriera
Nato a Lunen, città nella quale i nonni erano giunti dopo l'espulsione dalla Prussia orientale. Dopo il servizio militare, ha compiuto studi storici, divenendo in seguito insegnante. Già durante gli anni di insegnamento ha cominciato ad avvicinarsi alla politica attiva, attraverso lettere indirizzate alle testate nazionali, per poi entrare in contatto - a seguito del trasferimento a Bornhagen, nel 2008 - con il leader neonazista Thorsten Heise. 
Höcke ha aderito all'AfD nel 2013. Nell'anno successivo viene eletto al parlamento della Turingia.
Höcke è diventato un membro prominente del partito, noto per le sue posizioni anti-immigrazione e euroscettiche, citando preoccupazioni per la sicurezza nazionale e l'identità culturale tedesca.
Tuttavia, Höcke ha attirato molte critiche per le sue dichiarazioni sulla storia tedesca. Nel 2017, durante un discorso, ha descritto il Memoriale dell'Olocausto a Berlino come un "monumento della vergogna" e ha affermato che la Germania dovrebbe interrompere il suo senso di colpa per gli orrori del nazismo. Queste affermazioni hanno suscitato indignazione e condanne sia in Germania sia in ambito internazionale. Fino allo scioglimento nel 2020, era uno dei leader informali del cosiddetto "Flügel",  ("ala") un gruppo di estrema destra all'interno dell'AfD. Nello stesso anno, è stato uno dei protagonisti della crisi politica in Turingia che ha portato alla breve carica di Thomas Kemmerich come premier del Land e al ritiro di Annegret Kramp-Karrenbauer dalla presidenza della CDU nazionale.